# Simon Dary
Simon Dary, dit Simonu d'Aullè (Simon d'Aullène), né le 16 mai 1900 et mort le 8 février 1978, est un écrivain et poète français de langue corse,.

## Biographie
Simon Dary, fils de Michel-Ange Dary, lui-même poète, est né le 16 mai 1900 à Monacia-d’Aullène (Corse). Il a passé son enfance entre Aullène et Monacia-d’Aullène. Il a ensuite poursuivi ses études secondaires au lycée d’Ajaccio.
Licencié de lettres (langueet littérature allemande) de la Faculté d’Aix-en-Provence, il a exercé comme cadre des services extérieurs du Ministère des Finances la fonction d’inspecteur principal du commerce intérieur et des prix en Corse.
Simon Dary décède le 8 février 1978 à Ajaccio.

## Style littéraire
Entreprise dès l’adolescence, l’œuvre littéraire de Simon Dary en langue corse comporte des textes en vers (poésie et fables) mais également de nombreux textes en prose. Sa première œuvre a été publiée à partir des années 1920 dans divers revues, périodiques ou journaux locaux : A Muvra, L'Annu Corsu, U Muntese, U Laricciu, L’écho de la Corse, L’insulaire, Paese Corsu, Inter Corse, Nice-Matin, Le Journal de la Corse,,.
Parue en 1974, L’Anthologie de la littérature corse de Mathieu Ceccaldi, plusieurs fois rééditée, a réservé une place importante aux œuvres de Simon Dary en consacrant cinquante pages à un ensemble judicieusement choisi de poésies et de textes en prose dont : Natu sὸ, Mamma, Mazzolu, Aullè, Fola Sumirina, a trova, i Deci Mali, u Chjerchju ... 
En 1977 est paru, peu de temps avant sa disparition, un recueil de poésies intitulé « Risa corsa » édité par le Maison de la culture de la Corse. Elle a aussi édité son second recueil de poésie et de fables Puesie e favule di Simonu d’Aullè, paru en 1981 de manière posthume.
Ses comédies, non rassemblées en recueils, ont été publiées dans des revues ou périodiques tels que A signatura di zia Catalina, U fiascu di Zezeta ou Filosofia. Ces comédies ont été représentées sur des scènes de théâtre en Corse, à Marseille (Théâtre de l’Alcazar) en 1956 et à Paris en 1974 (Théâtre Mouffetard). Simon publiera notamment A lettera di filiciolu, u maragu di muvronu, une œuvre comique évoquant des scènes de la vie rurale.

Si une partie de l’œuvre est composée en dialecte sartenais et fait apparaître parfois des particularités du dialect aullénois, le souci d’unification linguistique y prévaut. Pascal Marchetti souligne ainsi :
Zi Simonu, comme l’appelaient ses amis plus jeunes, possédait une remarquable maîtrise de la langue corse qu’il s’efforçait d’écrire non pas sous la forme locale de l’Alta-Rocca, qui était la sienne, mais da tutti i Corsi di Pumonte e di Cismonte
Les œuvres de Simon Dary incluent la satire, le comique et de l’humour,.
Si le poète s’est fortement illustré dans ce genre, sa nostalgie voire mélancolie parcourent également toutes ses œuvres : Malincunia (mélancolie), U ciegu, Tristezza (tristesse), U campanile di Munacia. Elles évoquent également l’histoire tragique de la Corse (Pontenovo, Bugia e verità), la vie politique insulaire, la confrontation de la société corse du XXe siècle avec la modernité (U telefonu, soit le télephone) et la douleur de l’exil  (Partenza).

## Distinctions
Simon d’Aullè a obtenu le prix de la revue Annu corsu pour son poème Nozzi d’Oro en 1937 et le prix de l’association Parlemu corsu pour A lettera di filiciolu, en 1972.